# Messerschmitt GmbH
Das Regensburger Unternehmen Messerschmitt GmbH wurde am 24. Juli 1936 gegründet als Zweigwerk des damals noch Bayerische Flugzeugwerke (BFW) genannten Augsburger Unternehmens, das 1938 umbenannt wurde in Messerschmitt AG. Das Werk im Westen von Regensburg entwickelte sich im Laufe des Zweiten Weltkrieges zu einem der leistungsfähigsten und produktivsten Flugzeugwerke. Das Werk wurde ab 1943 durch Luftangriffe nahezu völlig zerstört. Mithilfe einer entwickelten Auslagerungsstrategie konnte die Produktion von Flugzeugen zahlenmäßig aber weitgehend aufrechterhalten werden.

## Unternehmensgeschichte

### Stammwerk Augsburg
Die 1926 in Augsburg gegründeten Bayerischen Flugzeugwerke (BFW) wurden nach der Machtergreifung der NSDAP und nach dem NSDAP-Beitritt des Chefkonstrukteurs Willy Messerschmitt von den NS-Behörden mit weitreichenden Aufträgen zur Entwicklung des neuen Jagdflugzeugs Messerschmitt Bf 109 bedacht. Schon im Jahr 1935 wurde der bereits sehr erfolgreiche Prototyp vorgestellt, und damit war dessen Massenproduktion in Augsburg absehbar.
Diese Entwicklung für das Werk Augsburg erforderte die Gründung eines Zweigwerkes für die Produktion der Messerschmitt Bf 108, eines auch militärisch nutzbaren Kurierflugzeugs, das auch „Taifun“ genannt wurde. Als Standort für das neue Zweigwerk wurde 1936 unter dem damaligen BFW-Aufsichtsratsvorsitzenden Theo Croneiß Regensburg ausgewählt, da die Stadt Augsburg eine vom Reichsluftfahrtministerium (RLM) geforderte Erweiterung des BFW-Stammwerkes mit der Begründung abgelehnt hatte, dass die Gefahr für den Fall von Luftangriffen zu groß werden würde.

### Gründung des Zweigwerks Regensburg
Schon vor der Machtergreifung der NSDAP (Januar 1933) und vor der putschartigen Übernahme des Bürgermeisteramtes in Regensburg durch den Arzt Otto Schottenheim (März 1933) befand sich die Stadt Regensburg in einer wirtschaftlich desolaten Lage. Während der Weltwirtschaftskrise war der Donauhandel und damit auch der Betrieb im Hafen Regensburg zusammengebrochen. Weitere industrielle Arbeitsplätze gab es in der Stadt nicht, und Bemühungen zur Ansiedlung von Betrieben waren erfolglos geblieben.
Nach der Machtergreifung der NSDAP ergaben sich jedoch neue Möglichkeiten zur Ansiedlung von Industriebetrieben in Regensburg, denn in dem von der neuen Hitler-Regierung am 18. Oktober 1936 verkündeten Vierjahresplan zur Erreichung der Kriegsfähigkeit Deutschlands durch Hochrüstungsmaßnahmen galt die Luftwaffe als besonders kriegswichtig. Nach der Absage der Erweiterung des Messerschmitt-Stammwerks in Augsburg boten sich die im äußeren Westen des Stadtgebiets von Regensburg vorhandenen Freiflächen zur Ansiedlung der erforderlichen Produktionsbetriebe an. Dort gab es sogar einen nicht ausgelasteten Flugplatz. Auch in dem Regensburg östlich benachbarten Ort Obertraubling boten sich zusätzliche Möglichkeiten für großräumige Erweiterungen an.
Am 24. Juli 1936 wurde als Tochtergesellschaft der Messerschmitt AG Augsburg die Bayerische Flugzeugwerke Regensburg GmbH gegründet. Das Richtfest für das als nationalsozialistischer Musterbetrieb geplante neue Werk in Prüfening im Westen von Regensburg, unmittelbar am damaligen Flugplatz, wurde am 8. Mai 1937 gefeiert. In den folgenden Monaten wurden die benötigten Maschinen geliefert und aufgebaut und die Materiallager aufgefüllt.
Am Ende war kein herkömmlicher, dichtgedrängter Komplex aus Industriehallen entstanden, sondern eine aufgelockerte Anlage mit Produktionshallen in einer weiträumigen Parklandschaft, die auch gegen Luftangriffe weniger anfällig sein sollte.

### Folgen für die Infrastruktur in Regensburg
Bis zum Jahresende 1937 wurden in den Bau der Werksanlagen 11 Millionen Reichsmark investiert. Viele Regensburger Firmen hatten von großen Aufträgen profitiert und dementsprechend hohe Gewerbesteuer bezahlt. Da absehbar war, dass für die Beschäftigten des neuen Werkes auch neue Siedlungsgebiete erforderlich waren, wurden die drei Regensburg südlich und westlich unmittelbar benachbarten Dörfer Ziegetsdorf, Dechbetten und Großprüfening eingemeindet. Ihre Infrastruktur wurde an das Netz der Stadt Regensburg angeschlossen und durch Ausbau neuer Straßen, Verlängerung von Straßenbahnlinien und der zugehörigen Wasser-, Strom- und Gasversorgungsleitungen verbessert. Für die Wasserversorgung des neuen Werks musste sogar ein neues Quellgebiet erschlossen werden.
Die größten Auswirkungen für die Stadt ergaben sich, weil für die Produktion im neuen Flugzeugwerk tausende meist hoch qualifizierte neue Arbeitskräfte benötigt wurden, die vor Ort nicht verfügbar waren und deshalb mit ihren Familien von außerhalb zuziehen mussten. Zwar gab es im Reich ab 1936 einen Lohn- und Preisstopp, jedoch konnten diese Beschränkungen bei den Anwerbungen von einem kriegswichtigen Rüstungsbetrieb wie Messerschmitt leicht umgangen werden, oder die Beschränkungen wurden durch Vergünstigungen, wie gute Sozialleistungen, kostenfreie Sportanlagen, Bücherei, und Schwimmbäder ausgeglichen.

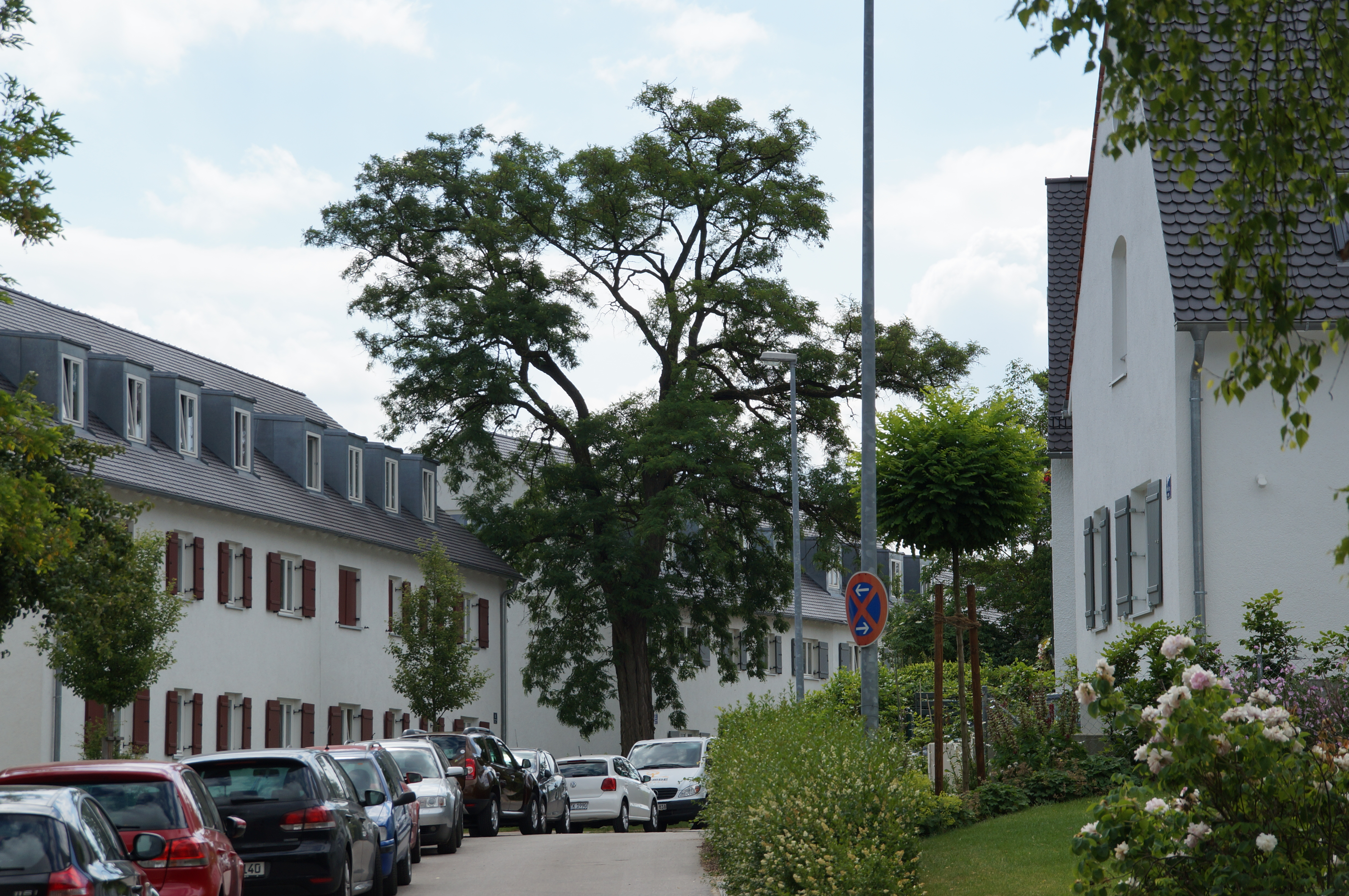
Maria-Herbert-Straße

Die in Regensburg herrschende große Wohnungsnot hatte bereits nach 1933 zum Bau der eigenfinanzierten Wohnsiedlungen Westheim und Konradsiedlung geführt. Für die benötigten qualifizierten Messerschmitt-Arbeiter und Angestellten waren jedoch Werkswohnungen erforderlich, die auf Kosten der Messerschmitt GmbH umgehend errichtet werden mussten. Gebaut wurde 1936/1937 die noch heute erhaltene, denkmalgeschützte Ganghofer-Siedlung, die damals nach dem Oberbefehlshaber der Luftwaffe „Göring-Heim“ genannt wurde. Die Siedlung umfasste 1140 Wohnungen in 152 Einzel- und Mehrfamilienhäusern. Alle Straßen der Siedlung waren benannt nach toten Märtyrern der SA und die zugehörige Schule war nach dem toten Sturmführer der SA Horst Wessel benannt. Die Siedlung war ca. 3 km von den Werksanlagen entfernt, um die Bewohner vor erwarteten Bombenangriffen zu bewahren. Die Werksanlagen waren über einen eigens angelegten Radweg erreichbar.
Die Ansiedlung des Flugzeugwerks verbunden mit dem Zuwachs an Bevölkerung brachten Regensburg auf den Weg zu einer Großstadt, in der das neue Werk mit vielfältigen kulturellen Aktivitäten auch für eine Verbesserung des Freizeitangebotes sorgte. Jedoch gab es auch zwiespältige oder gar nachteilige Folgen.
- Baubeschränkungen für den gesamten Stadtwesten wegen Verlust von Baugelände und Erweiterung des Flugplatzes
- Verknappung von Verbrauchsgütern und Preiserhöhungen
- Mangel an Arbeitskräften, besonders bei Facharbeitern, aber auch bei Behörden
- Die hohe Gefährdung als Angriffsziel für Bombenangriffe machte die Stationierung von Flaktruppen nötig. Deshalb wurde in den Jahren 1939 bis 1941 für die Flakartillerie im Süden der Stadt zwischen der heutigen Galgenbergstraße und dem Unterislinger Weg eine Kaserne erbaut, die nach dem Krieg den Namen Nibelungenkaserne erhielt.[1]

### Beginn der Produktion

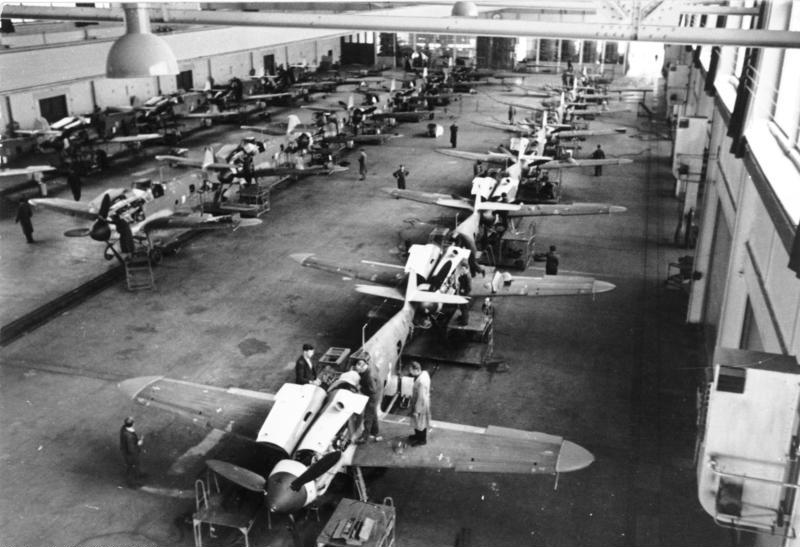
Produktion von Bf 109 bei Messerschmitt in Regensburg (1943)

Am 15. November 1937 begann die Produktion mit einem Serienauftrag für die Fertigung der Messerschmitt Bf 108, auch genannt „Taifun“. Am gleichen Tag wurde auch das südlich benachbarte Verwaltungsgebäude (Prüfeningerstr. 100 ) bezogen, in dem heute die kaufmännische Berufsschule untergebracht ist.
Im Sommer 1938 wurden die Muttergesellschaft Bayerische Flugzeugwerke umbenannt in Messerschmitt AG. Trotz der Einstufung als kriegswichtiger Betrieb waren die Messerschmitt-Werke mit gemeinsamer Konzernführung in privatem Besitz, was eine Ausnahme in der nationalsozialistischen Kriegswirtschaftspolitik darstellte.
Im Herbst 1938 wurde die Produktion der Messerschmitt Bf 109 von Haunstetten bei Augsburg nach Regensburg verlegt. Nach Kriegsbeginn
wurden neben dem Jagdflugzeug Bf 109 (Me 109) im Werk Regensburg an den Standorten in Prüfening und im benachbarten Obertraubling auch die Typen Me 210, Me 323, Me 163 und Me 262 produziert.
1943 waren diese Werke die zweitgrößte Produktionsstätte für einmotorige Jagdflugzeuge in Europa. Insgesamt wurden mit 7 Flugzeugen pro Tag ca. 11.000 Jagdflugzeuge der verschiedenen Me-109-Baureihen gebaut. Die Zahl der Mitarbeiter wuchs von 6.429 Ende 1941 auf ca. 11.000 Beschäftigte Ende 1942 bis auf 13.000 am Kriegsende. Wegen der Einberufungen zum Wehrdienst ergaben sich nach Kriegsbeginn Probleme bei der Beschaffung von qualifizierten Arbeitskräften und das Werk sog Fachkräfte aus allen Sparten auf, so dass viele Betriebe und Behörden in der Region unter dem Mangel an Arbeitskräften zu leiden hatten. Um den Bedarf zu decken, wurden Tausende Zwangsarbeiter und Kriegsgefangene eingesetzt, die in Barackensiedlungen entlang der Prüfeninger Straße untergebracht wurden und auch in Turnhallen, in Sälen und im Colosseum, dem im späteren KZ-Außenlager Regensburg. Gleichzeitig wurden auch die Produktionsstätten in Obertraubling ausgeweitet, wo sich die Werksbauten 1942 über den gesamten Fliegerhorst ausgedehnt hatten.

### Luftangriffe

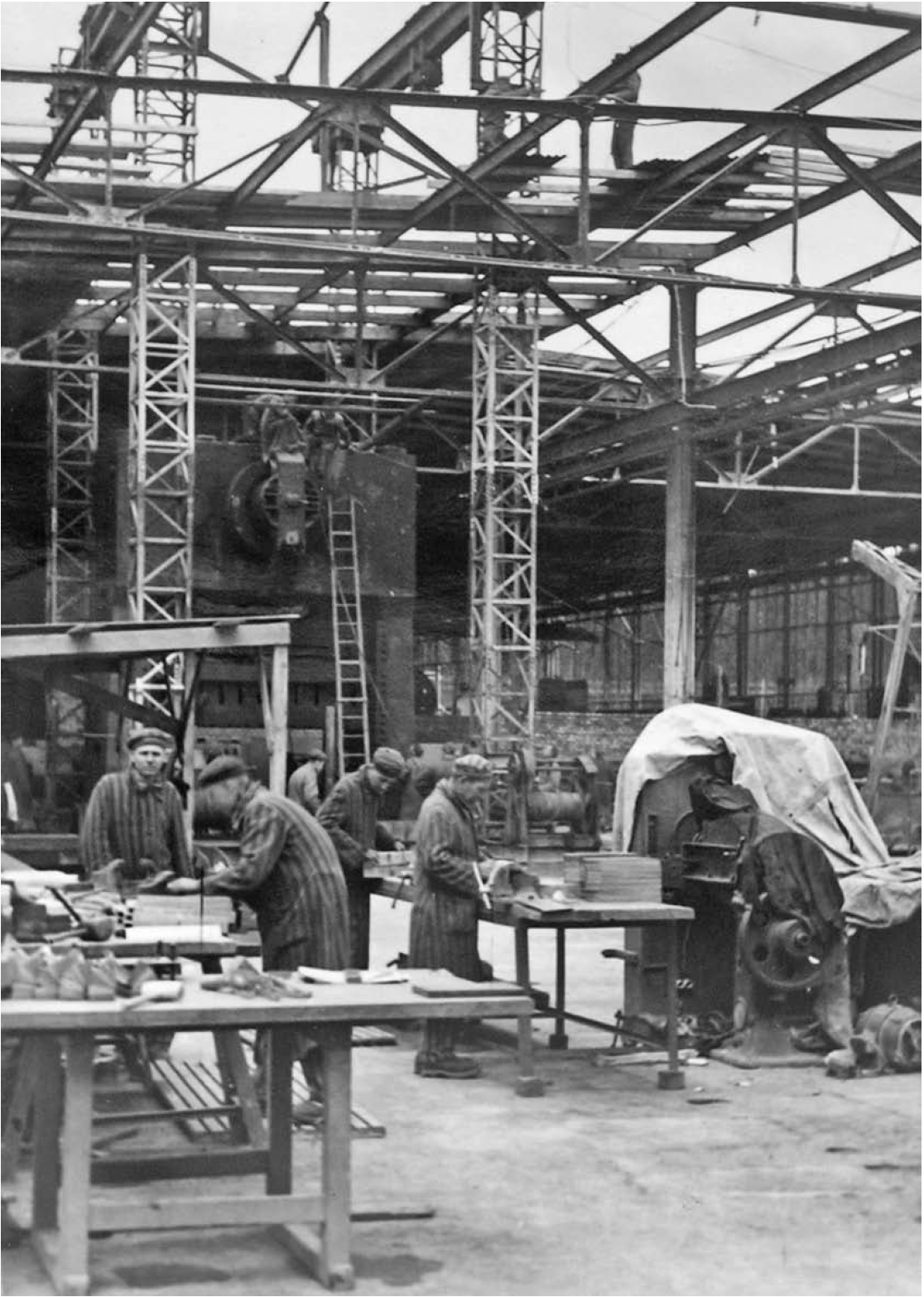
KZ-Zwangsarbeiter in einer durch Luftangriffe beschädigten Messerschmitt-Fabrik (um 1943)

Die im Verlauf des Zweiten Weltkriegs bis Mitte 1942 erfolgten Nachtangriffe der britischen Luftwaffe erreichten nur West- und Norddeutschland und konnten die deutsche Rüstungsindustrie nicht gefährden. In Süddeutschland waren die Messerschmitt-Flugzeugwerke in Regensburg und Obertraubling von Angriffen nicht betroffen und konnten bis 1943 die Jahresproduktion von Me-109-Jagdflugzeugen unter Einsatz von KZ-Häftlingen auf weit über 2.000 Stück pro Jahr steigern.
Durch den Kriegseintritt der USA im Dezember 1941 änderte sich in den Folgejahren die strategische Lage aber drastisch. Die 8. US-Luftflotte war mit Bombern vom Typ Boeing B-17 „Flying Fortress“ ausgerüstet, die auch für Tagesangriffe geeignet waren. Mit Zusatztanks ausgerüstet konnten sie von England aus Süddeutschland und dann zur Landung Nordafrika erreichen.
Der erste große Luftangriff auf das Messerschmittwerk in Regensburg erfolgte am 17. August 1943 mittags mit 146 B-17-Bombern. Der Angriff war mit einem gleichzeitigen Angriff auf Schweinfurt Teil eines Doppelangriffs, genannt Operation Double Strike. Von den 146 ohne Begleitschutz angreifenden Bombern erreichten ca. 20 Bomber ihr Ziel nicht und viele weitere waren nach der Landung in Nordafrika irreparabel beschädigt. Deshalb gab es in den nächsten Monaten keine weiteren Angriffe amerikanischer Bomber, bis für die Boeing B-17-Bomber Begleitschutz verfügbar war.
In Regensburg waren ca. 1000 Spreng- und 500 Brand-Bomben so gezielt auf das Werksgelände gefallen, dass weder die Altstadt von Regensburg noch das nur 500 m entfernte Krankenhaus der Barmherzigen Brüder getroffen wurden. Im Werk selbst gab es fast 400 Todesopfer und die Anlagen waren so schwer zerstört, dass zunächst keine Jagdflugzeuge mehr produziert werden konnten. Angesichts ihrer hohen Verluste entsprach dieser Erfolg aber nicht den amerikanischen Erwartungen, zumal das Werk nach kurzer Zeit den Teilbetrieb wieder aufnahm. Das Plansoll der Produktion wurde dadurch wieder erreicht, dass man gezwungen war, die Produktion von einzelnen Bauteilen auszulagern. Diese Dezentralisierung erwies sich als ein Erfolgsrezept, mit dem auch der nächste schwere Rückschlag bewältigt wurde. Im Februar 1944 erfolgte der zweite Angriff amerikanischer B-17-Bomber, bei dem das Hauptwerk in Prüfening mit allen Produktionshallen völlig zerstört wurde. Allein das Verwaltungsgebäude war noch nutzbar und fungierte in der folgenden Zeit als so effektive Organisations- und Verwaltungs-Zentrale für alle ausgelagerten Betriebe, dass die Produktion im Sommer 1944 wieder aufgenommen wurde und schon im Juni 1944 in den Regensburger Zweigbetrieben wieder 22 Jagdflugzeuge Me 109 pro Tag produziert wurden.

### Auslagerung der Produktion

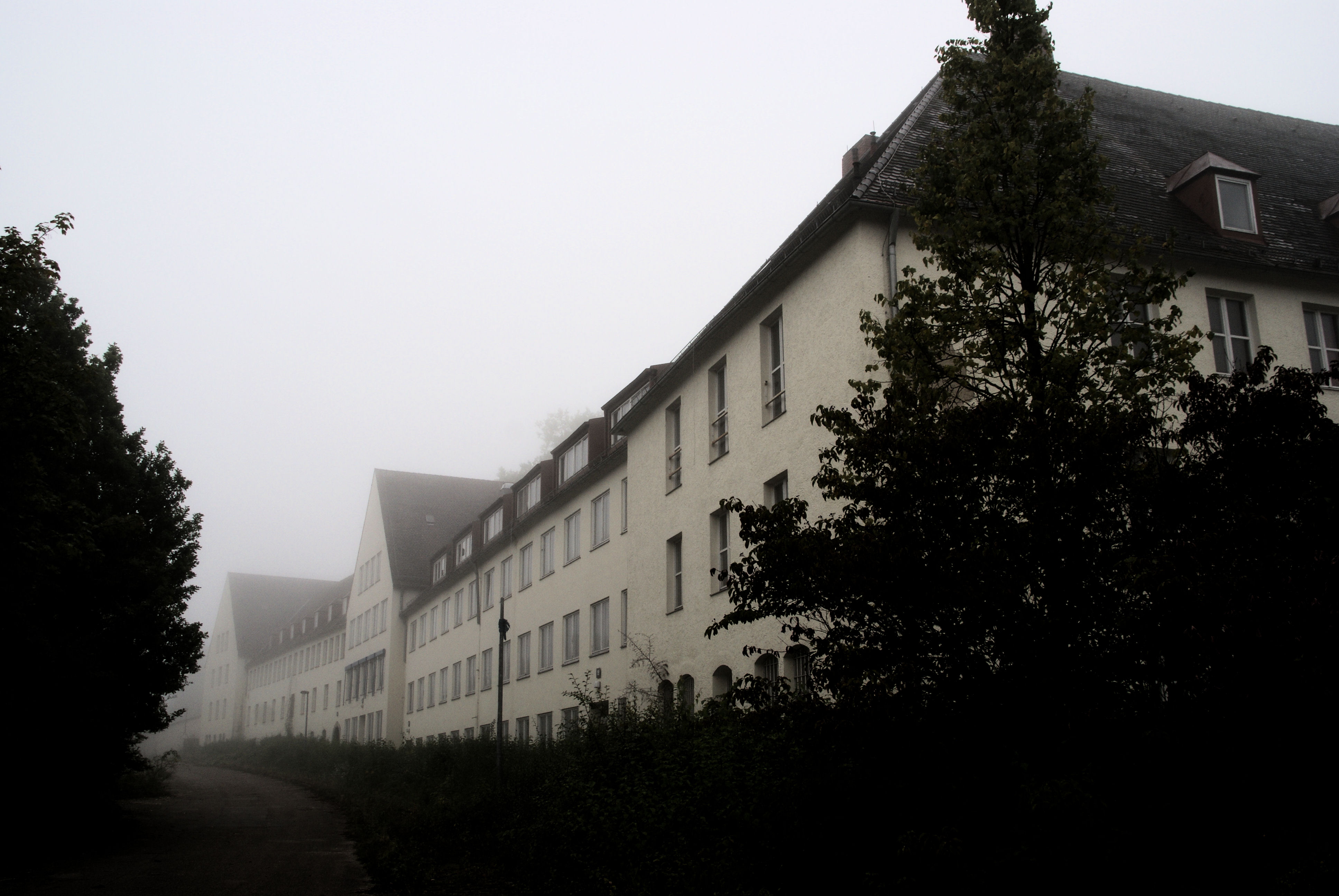
Kasernengebäude der Flakartillerie nach Wiederaufbau als Nibelungenkaserne

Nach den heftigen Luftangriffen Ende 1943 und Anfang 1944, bei denen auch Kasernengebäude der Flakartillerie zerstört wurden,  kooperierte der Messerschmitt-Konzern zur Aufrechterhaltung der hohen, kriegswichtigen Produktionszahlen von Jagdflugzeugen mit der Deutschen Erd- und Steinwerke GmbH (DEST). Diese GmbH unterstand der SS und hatte deshalb die Möglichkeit, die Montage von Flugzeugen gegen Bezahlung in Konzentrationslagern durchzuführen. Im KZ Flossenbürg, das gegen Kriegsende auf dem Gebiet der heutigen Kleinstadt Neutraubling auch noch das KZ-Außenlager Obertraubling unterhielt, mussten über 5200 und im KZ Gusen mehrere Tausend Häftlinge in Zwangsarbeit Flugzeugkomponenten zusammenbauen, wobei die Endmontage der Kampfjäger weiterhin in Regensburg und Obertraubling vorgenommen wurde. Die SS erhielt dafür allein im Dezember 1944 mehr als eine halbe Million Reichsmark. Nach den Bombardierungen des Regensburger Werks bekamen die beiden DEST-Standorte besonders große Bedeutung und realisierten bereits im Laufe des Jahres 1944 35 % der Gesamtproduktion der Messerschmitt GmbH.
Am Ende des Jahres 1944 wurden auf Initiative des Jägerstabes unter strengster Geheimhaltung wesentliche Teile der Betriebseinrichtungen und des Personals des „Fertigungskreises Regensburg“ in den U-Verlagerungsbetrieb „B8 Bergkristall“ bei St. Georgen an der Gusen verlagert. Dort wurde ab Ende 1944 im größten funktionsfähigen Messerschmitt-Werk in einer durch die „Oberbayerische Forschungsanstalt“ in Oberammergau konzertierten Aktion noch in großem Stil die Serienproduktion des Strahlflugzeugs Me 262 (Rumpfwerk und Vorflügel) begonnen. In dieser Periode pendelten die leitenden Herren des Messerschmitt-Konzerns, wie z. B. Direktor Karl Linder oder Generalstabs-Ingenieur Roluf Lucht, regelmäßig zwischen Regensburg und St. Georgen.
Da es den Alliierten nicht verborgen blieb, dass die Produktion von Flugzeugen weiterhin erfolgte, wurden im Juli 1944 die Flugzeugwerke in Augsburg, Regensburg und Obertraubling erneut bombardiert und dabei fast völlig zerstört. Trotzdem wurden im nur notdürftig reparierten Verwaltungsgebäude in Regensburg die Lieferbeziehungen zwischen den vielen ausgelagerten Betrieben weiterhin so perfekt organisiert, dass der Produktionsausfall nur minimal war. Das Netz der Produktionsbetriebe spannte sich über die Tschechoslowakei bis nach Österreich, umfasste auch Bergwerksstollen, Autobahntunnels und sogar getarnte Waldschneisen. Erst in der letzten Kriegsphase, als kein Treibstoff mehr verfügbar war und Straßen zerstört waren, brach das Betriebsnetz zusammen.

### Nachkriegszeit
Nach Kriegsende blieben in Regensburg und auch in St. Georgen/Gusen nur Ruinen des leistungsfähigen und produktiven Flugzeugwerkes Messerschmitt GmbH zurück. Auf dem Gelände des Werkes in Obertraubling wurde die heutige Stadt Neutraubling erbaut, in der sich zahlreiche Heimatvertriebene ansiedelten. Das ehemalige Betriebsgelände in Prüfening, am westlichen Stadtrand von Regensburg in der Nähe der Westheimsiedlung, erinnerte mit den restlichen, teilzerstörten hallenartigen Bauten, die für Trödelmärkte und ähnliche Veranstaltungen genutzt wurden, und mit der Bezeichnung Messerschmittareal noch bis ca. 1980 an das ehemalige Messerschmitt-Werk. Heute ist das Gelände komplett neu überbaut und an das frühere Flugzeugwerk erinnern nur noch die Namen mancher Straßen, die nach Luftfahrtpionieren benannt sind. Erhalten sind das ehemalige Verwaltungsgebäude, in dem heute die kaufmännische Berufsschule untergebracht ist, und ein Teil der Lackiererei, der heute Infineon als Versand und Warenannahmehalle dient.
Im Bereich des ehemaligen Messerschmitt-Geländes bei Neutraubling werden bis heute immer wieder nicht detonierte Fliegerbomben von den Luftangriffen auf die Messerschmitt-Werke aufgefunden.

## Zwangsarbeiter bei Messerschmitt
Ohne den Einsatz und die Ausbeutung von Zwangsarbeitern aus mehreren Konzentrationslagern wäre eine Produktion in dem geschilderten Umfang unmöglich gewesen. Bei den Bombardierungen der Produktionsstätten wurden auch zahlreiche KZ-Häftlinge getötet oder verletzt.
Im alten Engelbergtunnel in Leonberg mussten mehr als dreitausend KZ-Häftlinge im KZ-Außenlager Leonberg des KZ Natzweiler-Struthof vom Frühjahr 1944 bis Kriegsende für die Rüstungsfirma Messerschmitt Tragflügel für das Strahlflugzeug Me 262 herstellen.
Mehr als 5000 KZ-Häftlinge des KZ Flossenbürg wurden für die Produktion des Jagdflugzeugs Bf 109 eingesetzt.
In der Ende 1940 errichteten Produktionsstätte Obertraubling wurden zwei sogenannte Russenlager für rund 2750 „Ostarbeiter“ aufgebaut. Dort wurden bis zum 23. April 1945 die Flugzeuge Bf 109 und Me 262 fertiggestellt und eingeflogen bzw. ausgeliefert.
In Augsburg und Umgebung mussten etliche tausend KZ-Häftlinge zunächst im KZ-Außenlager Haunstetten, ab April 1944 im KZ-Außenlager Augsburg-Pfersee des Außenlagerkomplex Schwaben des Konzentrationslagers Dachau Zwangsarbeit leisten, für Flugzeuge wie die Me 210, deren Nachfolger Me 410 sowie die Me 262.
Etwa 2000 Häftlinge des KZ Gusen I im System des KZ Mauthausen produzierten am Fließband täglich 25 Rümpfe und 25 Flügelpaare für das Flugzeug Bf 109 sowie Teile für die Me 262. Ende 1944 war der Einsatz von 4000 KZ-Häftlingen und 400 Zivilarbeitern für diese Fertigung geplant.
In Stollen der unterirdischen Produktionsanlagen von B8 Bergkristall waren zeitweise 6000 KZ-Häftlinge des KZ Gusen II beim Bau und bis zu 8500 Häftlinge in der dort seit Oktober 1944 anlaufenden Großserienproduktion für „Rumpfwerk 262“ eingesetzt.
Etwa 500 KZ-Häftlinge wurden in KZ-Außenlager Plattling als Zwangsarbeiter bei der Errichtung eines Testflughafens eingesetzt. Im Februar 1944 wurde mit dem Bau des Flughafens begonnen, auf dem neu entwickelte Modelle von Heinkel und Messerschmitt zu Testflügen starten sollten. Die Zwangsarbeiter waren in einem Gebäude mitten in der Stadt untergebracht, das als Außenlager des KZ Flossenbürg geführt wurde. Später diente das Gebäude als Schule. Die Kellerräume, in denen sich Zellen der Häftlinge befanden, bergen auch heute noch Zeichen der damaligen Geschehnisse.